# Perpète de Maastricht
Saint Perpète (ou saint Perpétue), né au (début VIIe siècle apr. J.-C.), et décédé le 4 novembre 617 à Dinant (Belgique), est le 23e évêque de Tongres-Maestricht et patron de la ville de Dinant. (Régionalement) il est liturgiquement commémoré le 4 novembre.

## Éléments de biographie
Très peu est connu de la vie de saint Perpète. Ce que l’on en raconte est largement légendaire et provient de source tardive. Aucun fait établi n’est connu sur sa vie.
Fils d’un comte d’Ostierne, Perpète serait né à Dinant (aujourd’hui en Belgique). Et aurait été évêque de Maastricht de (vers) 607 à 617.  Il est mentionné pour la première fois par Hériger de Lobbes (qui écrivit une histoire du diocèse de Tongres-Maastricht-Liège) à la fin du Xe siècle. Selon Hériger, Perpète (ou Perpétue) était le successeur de Gondulphe, comme évêque de Maastricht sur cette liste.
Parce que le siège épiscopal du diocèse de Maastricht fut ensuite transféré à Liège et que les évêques continuèrent à porter le titre épiscopal de «Tongres » pendant une longue période, il est également considéré comme le 23e évêque de ‘Tongres-Maastricht-Liège’.
Selon une tradition locale tenace Perpète était très attaché à sa ville natale de Dinant qu’il aurait choisie comme résidence épiscopale. Il y aurait fondé l’église et paroisse Saint-Vincent
L’évêque Perpète meurt à Dinant le 4 novembre 617(?) et aurait été enterré dans cette église Saint-Vincent. Plus tard, lorsque l’église Sant-Vincent fut démolie, (XVIIIe siècle), son corps fut transféré dans l’église collégiale Notre-Dame, toujours à Dinant.  Ses reliques – splendidement enchâssées -  s’y trouvent toujours, où elles sont objet de dévotion populaire.    

## Vénération et souvenir
- Bien que le fait soit rarement mentionné la collégiale de Dinant fut dédiée, au Xe siècle à ‘Notre-Dame-et-saint-Perpète’.
- Saint Perpète est le saint patron protecteur de la ville de Dinant, en Belgique.

## Bibliograghie
- Jean Hamblenne: Saints et saintes de Belgique au premier millénaire', Braine l'Alleud, Editions Altaïr, 2003, 359pp.